# Isra Hirsiová

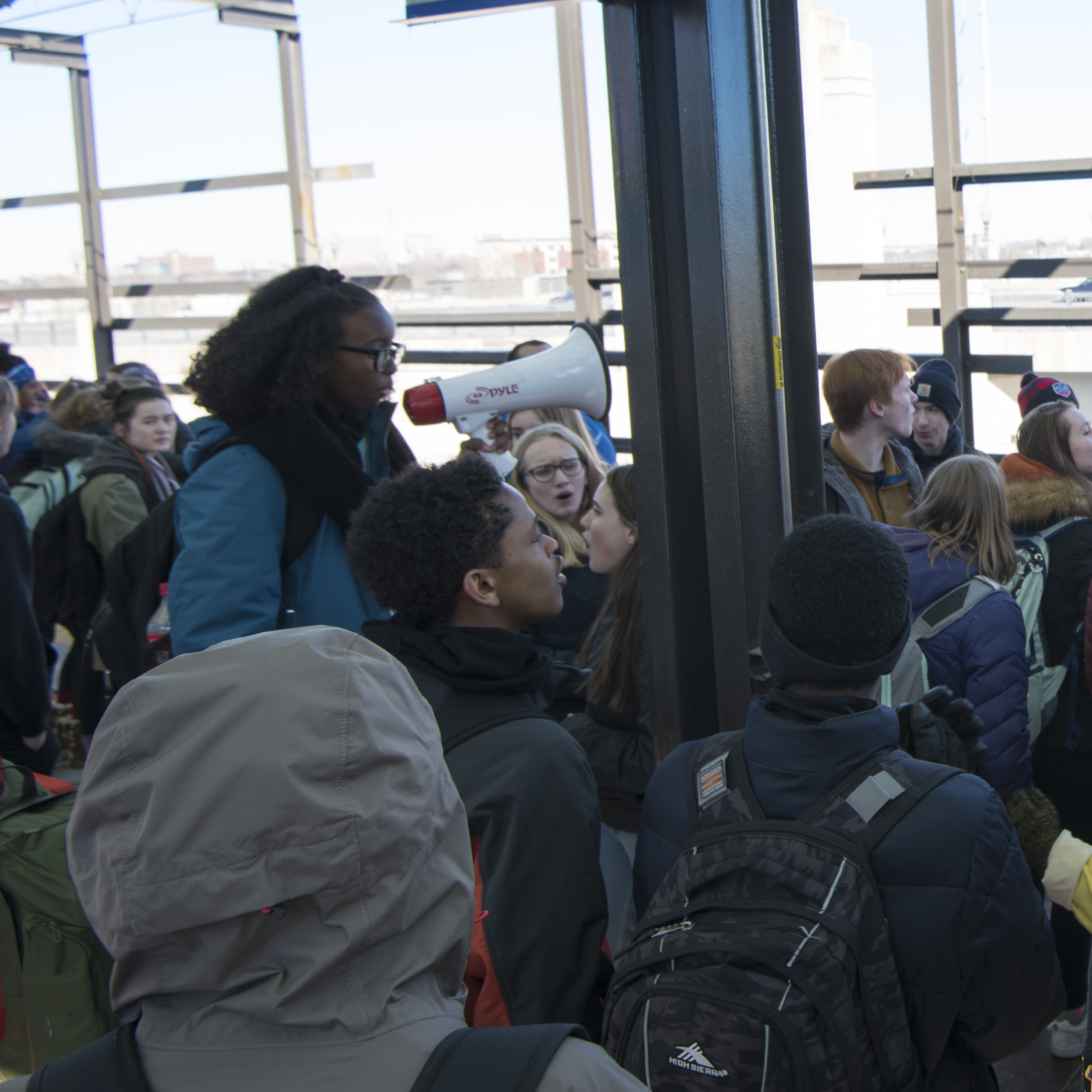
Hirsiová protestující proti zbraňovému násilí v roce 2018

Irsa Hirsiová (* 22. února, 2003) je americká environmentální aktivistka. Je spoluzakladatelkou US. Youth Climate Strike. V roce 2020 byla časopisem Fortune zařazena do jejich seznamu 40 under 40, v kategorii vláda a politika.

## Život a aktivismus
Hirsiová vyrostla v Minneapolis v Minnesotě a je dcerou kongresmanky Ilhan Omarové a Ahmenda Abdisalana Hirsiho. Když jí bylo 12 let, zúčastnila se protestu za spravedlnost pro Jamara Clarka. Hirsiová je studentkou na Minneapolis South High School. Hirsiová se zapojila do klimatického aktivismu, poté co začala navštěvovat školní environmentální klub.
Dne 15. března a 3. května 2019 koordinovala a zorganizovala stovky školních stávek pro klima po Spojených státech. V lednu 2019 se stala spoluzakladatelkou U.S Youth Climate Strike, americké části globálního hnutí pro současnou změnu klimatu. V roce 2019 získala cenu Brower Youth Award a v samém roce také cenu the Voice of the Future Award. V roce 2020 byla Hirsiová zařazena na seznam televize BET Future 40.

## Články
- FERBADS, Maddy; HIRSI, Isra; COLEMAN, Haven; VILLASEÑOR, Alexandria (7. března 2019). "Adults won't take climate change seriously. So we, the youth, are forced to strike". Bulletin of the Atomic Scientists.
- Hirsi, Isra (25. března 2019). "The climate movement needs more people like me". Grist.